# Paulien Westerhof
Paulien Westerhof is een Nederlands langebaanschaatsster.
In 2015 nam ze deel aan het NK afstanden 1000 meter.

## Records

### Persoonlijke records[2]
| Afstand    | Tijd    | Datum            | Baan       |
| ---------- | ------- | ---------------- | ---------- |
| 500 meter  | 41,03   | 26 december 2014 | Inzell     |
| 1000 meter | 1.20,23 | 26 december 2014 | Inzell     |
| 1500 meter | 2.03,51 | 27 december 2014 | Inzell     |
| 3000 meter | 4.25,24 | 23 januari 2016  | Heerenveen |
| 5000 meter | 8.04,92 | 2 februari 2014  | Groningen  |